# 差瓦立·永猜裕
差瓦立·永猜裕（RTGS：Chawalit Yongchaiyut，國際音標：[t͡ɕʰá.wá.lít joŋ.t͡ɕaj.jút]；1932年5月15日—），泰国政治家和退役将军。1996年到1997年担任泰国总理，有泰国华裔和老挝血统。

## 早期的政治生涯
差瓦立出生于暖武里府，1953年毕业于泰国皇家军官学校，1963年就读于陆军参谋学院和通讯学院，1964年先后留学于美国陆军通讯学院和参谋学院。1979年晋升为少将，1985年晋升为上将，1983年任陆军副司令，1986年到1990年差瓦立是泰国皇家陆军司令兼武装部队总司令。在他的领导下，军队开始农村发展项目。这些包括不发达的东部地区的「綠色依善」(Isan Khiao)计划和充斥着矛盾的南部省份的新希望计划（New Hope），为这些项目提供利润丰厚的商业合同，包括领先的卜蜂农业综合企业集团。
1988年差瓦立开始了他的政治生涯，担任差猜·春哈旺政府的副总理兼国防部长。他担任此职到1991年。1990年他退役成立了他自己的政党新希望党。背后由卜蜂集团及其主席謝國民支持。他从1992年至1994年他担任川·立派内阁的内政部长，1995年到1996年任班汉·西巴阿差政府的副总理兼国防部长。
他与马来西亚首相马哈迪·莫哈末是1989年《合艾和平协议》的设计师，该协议最终使武装斗争多年的马来亚共产党投降。

## 总理
1996年11月16日，差瓦立的新希望党赢得议会多数席位，与国家发展党（Chart Pattana）、社会行动党、泰国公民党、Seri Dhamma和Mass Citizen五联盟政党支持下，1996年11月25日差瓦立被国王任命为第22任总理。
然而，他遇到了许多政治运动的压力，亚洲金融風暴中，蓬勃发展的经济受到重创，在金融、房地产和建筑行业大规模裁员，导致大量工人回到他们农村的村庄和60万名外国工人被送回他们的祖国。泰铢迅速贬值，失去了超过一半的价值。泰国股市在1997年下降75%。1997年11月6日，还在危机中的他被迫辞职。

## 媒體
1990年代初，差瓦立·永猜裕将军控制126军事广播电台以及国家五个电视网络中的两个，让军方电台宣传反艾滋病运动。

## 返回
2008年差瓦立在颂猜·旺沙瓦内阁担任副总理，10月7日，由于警察用催泪弹袭击封锁议会的抗议者，造成116名抗议者受伤，21人重伤，差瓦立承认部分负责而辞职。他辞职的信说：「因为这个行动并没有实现我的计划，我想表达我对这次行动的责任。」（Since this action did not achieve what I planned, I want to show my responsibility for this operation.），但在疏散5000名示威者后回来，也封闭了全部4个到国会大厦的通道。
2009年10月2日，差瓦立加入为泰党，它由他信·西那瓦的支持者组成。他坚持说他将是一个普通成员直到党的高管在未来考虑他要担任的角色。